# Didemnum commune
Didemne commun
Espèce
Synonymes
- Leptoclinum commune Della Valle, 1877[1]

Didemnum commune, le didemne commun, est une espèce de tuniciers de la famille des Didemnidae.